# Yarmouth (municipalité de district)
Pour les articles homonymes, voir Yarmouth.
Yarmouth est une municipalité de district de l'ouest du comté de Yarmouth en Nouvelle-Écosse au Canada. Elle est l'une des trois entités municipales du comté avec la ville de Yarmouth et la municipalité de district d'Argyle.

## Démographie
| 2001   | 2006   | 2011   | 2016  |
| ------ | ------ | ------ | ----- |
| 10 466 | 10 304 | 10 105 | 9 845 |